# Уранка
Уранка — село в Городищенском районе Пензенской области России. Входит в состав Архангельского сельсовета. Население на 2010 год — 170 чел.

## География
Село находится в 60-66 км от города Пензы. Находится рядом с поселком городского типа Чаадаевка и с селом Архангельское.

## История села
Основано на землях, которые князь Куракин выменял в 1694 году у пензенца Федора Родионовича Ермолова. Входило в состав Павловской волости Городищенского уезда. Точная дата основания села неизвестна, известен лишь год создания села это 1694 год. День рождения села местные жители празднуют осенью. В "Списке населённых пунктов Средне-Волжского края" (Самара, 1931 г.) отмечено село Уранка Чаадаевского района, по учёту 1930 года в нём было 1543 жителя, преобладали русские.

## Известные события
Самое известное и одновременно страшное событие произошло в конце XX века. Тогда в селе был крупный пожар при котором сгорело 16 жилых домов и погиб один местный житель.

## Достопримечательности
Старая Николо-Архангельская церковь, дата создания которой датируется с 1890 по 1902 гг..
Старый сельский клуб.

## Население
Численность населения села на 2018 г. точна неизвестна, приблизительно она составляет чуть больше 300 человек.
Самая высокая численность населения была в 1930 г. тогда в селе проживало 1543 человека.